# Zmarli w roku 1943
Lista osób zmarłych w 1943:

## styczeń 1943
- 1 stycznia:
  - Alojzy Grozde, słoweński męczennik, błogosławiony katolicki (ur. 1923)
  - Marian Konopiński, polski duchowny katolicki, męczennik, błogosławiony katolicki (ur. 1907)
- 7 stycznia – Nikola Tesla, amerykański inżynier elektryk pochodzenia chorwackiego (ur. 1856)
- 8 stycznia – Sonia Górzna, żołnierka Związku Odwetu, działaczka ZWZ-AK Okręg Poznań, członkini tzw. grupy Witaszka (ur. 1919)
- 14 stycznia – Laura E. Richards, amerykańska pisarka i poetka (ur. 1850)
- 15 stycznia – Eric Knight, brytyjski pisarz, autor powieści o psie Lassie (ur. 1897)
- 16 stycznia – Wincenty Rapacki, polski aktor, śpiewak (ur. 1865)
- 21 stycznia:
  - Robert Henry English, amerykański kontradmirał (ur. 1888)
  - Witold Łuniewski, polski psychiatra (ur. 1881)
- 25 stycznia – Jadwiga Dylik, polska nauczycielka, harcmistrzyni, działaczka polskiego podziemia (ur. 1915)[1]
- 26 stycznia – Michał Kozal, biskup pomocniczy włocławski, męczennik, błogosławiony katolicki (ur. 1893)
- 30 stycznia – Zygmunt Pisarski, polski duchowny katolicki, męczennik, błogosławiony (ur. 1902)

## luty 1943
- 3 lutego – Alojs Andricki, serbołużycki duchowny rzymskokatolicki, beatyfikowany jako męczennik w 2011 (ur. 1914)
- 5 lutego – Marian Metelski, kapitan piechoty Wojska Polskiego, kawaler Orderu Virtuti Militari, skaut, działacz niepodległościowy (ur. 1899)
- 8 lutego – Anna Maria Rayske, polska opiekunka społeczna, działaczka ruchu oporu (ur. 1914)[2][3]
- 12 lutego – Tadeusz Łęgowski, polski żołnierz (ur. 1894)
- 14 lutego:
  - Alice Henry, australijska dziennikarka, aktywistka, sufrażystka i rzecznik praw kobiet (ur. 1857)
  - David Hilbert, niemiecki matematyk, formalista, pomysłodawca 23 problemów, własnej aksjomatyki geometrii Euklidesowej oraz przestrzeni Hilberta w analizie funkcjonalnej (ur. 1862)
- 15 lutego – Helena Opiełka, polska nauczycielka, harcerka (ur. 1917)[4]
- 16 lutego – Yngve Holm, szwedzki żeglarz, medalista olimpijski (ur. 1895)
- 17 lutego – Antoni Leszczewicz, polski marianin, męczennik, błogosławiony (ur. 1890)
- 18 lutego – Jerzy Kaszyra, polski marianin, męczennik, błogosławiony katolicki (ur. 1904)
- 27 lutego – María Caridad Brader, szwajcarska zakonnica, założycielka Franciszkanek Sióstr Maryi Niepokalanej, błogosławiona katolicka (ur. 1860)
- marzec – Meier Eidelheit, polski matematyk, przedstawiciel lwowskiej szkoły matematycznej (ur. 1910)

## marzec 1943
- 9 marca – Olga Kamińska-Prokop, polska harcerka, działaczka konspiracyjna (ur. 1922)[5]
- 11 marca – Aleksiej Flegontow, radziecki dowódca partyzantki (ur. 1888)
- 28 marca:
  - Hubert Lenk, polski harcerz, kapral AK (ur. 1924)
  - Siergiej Rachmaninow, rosyjski kompozytor, pianista i dyrygent (ur. 1873)
- 30 marca:
  - Jan Bytnar, pseudonim „Rudy”, podporucznik AK (ur. 1921)
  - Maciej Aleksy Dawidowski, pseudonim „Alek”, podporucznik AK (ur. 1920)
  - Maria Restytuta Kafka, czeska zakonnica, męczennica, błogosławiona katolicka (ur. 1894)

## kwiecień 1943
- kwiecień – Witold Rothenburg-Rościszewski, polski adwokat, działacz Obozu Narodowo-Radykalnego (ur. 1901)
- 5 kwietnia – Bronisław Onufry Kopczyński, polski muzyk, poeta i publicysta (ur. 1916)
- 18 kwietnia:
  - Roman Archutowski, polski duchowny katolicki, męczennik, błogosławiony (ur. 1882)
  - Isoroku Yamamoto, admirał japoński (ur. 1884)

## maj 1943
- 5 maja:
  - Grzegorz Frąckowiak, polski werbista, męczennik, błogosławiony katolicki (ur. 1911)
  - Scholastyka Mackiewicz, uczestniczka powstania styczniowego (ur. 1848)
- 8 maja:
  - Mordechaj Anielewicz, w latach 1942–1943 komendant Żydowskiej Organizacji Bojowej, zginął śmiercią samobójczą (ur. 1919)
  - Rywke Pasamonik, uczestniczka walk w powstaniu w getcie warszawskim (ur. 1921)
  - Władysław Szlengel, polski poeta pochodzenia żydowskiego (ur. 1914)
- 26 maja – Edsel Ford, syn Henry’ego Forda, prezes Ford Motor Company (ur. 1893)
- 31 maja – Helmut Kapp, niemiecki oficer SS, zginął w wyniku zamachu prowadzonego przez Jędrzejowski Obwód AK

## czerwiec 1943
- 4 czerwca – Franciszek Pianzola, włoski duchowny katolicki, błogosławiony (ur. 1881)
- 12 czerwca – Eigil Christiansen, norweski żeglarz, olimpijczyk (ur. 1894)
- 23 czerwca – Ryszard Danielczyk, polski duchowny luterański, redaktor i działacz narodowy na Górnym Śląsku (ur. 1904)
- 26 czerwca – Antoni Gąsiorowski, żołnierz Armii Krajowej, uczestnik Akcji Bollwerk (ur. 1901)
- 29 czerwca – Maria Teresa Oliwia Hochberg von Pless (Księżna Daisy), angielska i niemiecka arystokratka (ur. 1873)
- lipiec – Stanisław Gustaw Jaster, uciekinier z obozu koncentracyjnego Auschwitz-Birkenau (ur. 1921)

## lipiec 1943
- 2 lipca:
  - Jarl Andstén, fiński żeglarz, olimpijczyk (ur. 1884)
  - Hendrik Fokker, holenderski żeglarz, olimpijczyk (ur. 1900)
- 4 lipca – Władysław Sikorski, polityk, premier rządu polskiego, zginął w katastrofie lotniczej w Gibraltarze (ur. 1881)
- 5 lipca – Kazimierz Junosza-Stępowski, polski aktor (ur. 1880)
- 6 lipca – Nazaria Ignacia March Mesa, założycielka Sióstr Misjonarek Krzyżowych Kościoła, święta katolicka (ur. 1889)
- 11 lipca:
  - Ida Benjamin, niemiecka działaczka społeczna, ofiara Holocaustu (ur. 1873)[6]
  - Karl Ljungberg, szwedzki żeglarz, olimpijczyk (ur. 1868)
- 13 lipca – Marianna Biernacka, polska męczennica, błogosławiona katolicka (ur. 1888)
- 15 lipca:
  - Maria Balska, polska działaczka narodowa i społeczna (ur. 1876)[7]
  - Antoni Beszta-Borowski, polski duchowny katolicki, męczennik, błogosławiony (ur. 1880)
  - Izydor Zorzano, argentyński inżynier, członek Opus Dei, Sługa Boży (ur. 1902)
- 17 lipca – Arthur Byron, amerykański aktor filmowy i teatralny (ur. 1872)
- 19 lipca:
  - Achilles Puchała, polski franciszkanin, męczennik, błogosławiony katolicki (ur. 1911)
  - Karol Herman Stępień, polski franciszkanin, męczennik, błogosławiony katolicki (ur. 1910)
- 21 lipca – Charlie Paddock, amerykański lekkoatleta (ur. 1900)
- 27 lipca – Maria Klemensa Staszewska, polska urszulanka, męczennica, błogosławiona katolicka (ur. 1890)
- 31 lipca – Zdzisław Lubomirski, prezydent Warszawy, członek Rady Regencyjnej (ur. 1865)

## sierpień 1943
- 1 sierpnia – Rozstrzelane przez Niemców męczennice z Nowogródka:
  - Paulina Borowik, polska zakonnica, nazaretanka, błogosławiona (ur. 1905)
  - Józefa Chrobot, polska zakonnica, nazaretanka, błogosławiona (ur. 1865)
  - Helena Cierpka, polska zakonnica, nazaretanka, błogosławiona (ur. 1900)
  - Eleonora Aniela Jóźwik, polska zakonnica, nazaretanka, błogosławiona (ur. 1895)
  - Anna Kokołowicz, polska zakonnica, nazaretanka, błogosławiona (ur. 1892)
  - Eugenia Mackiewicz, polska zakonnica, nazaretanka, błogosławiona (ur. 1903)
  - Adela Mardosewicz, polska zakonnica, nazaretanka, błogosławiona (ur. 1888)
  - Leokadia Matuszewska, polska zakonnica, nazaretanka, błogosławiona (ur. 1906)
  - Weronika Narmontowicz, polska zakonnica, nazaretanka, błogosławiona (ur. 1916)
  - Julia Rapiej, polska zakonnica, nazaretanka, błogosławiona (ur. 1900)
  - Jadwiga Karolina Żak, polska zakonnica, nazaretanka, błogosławiona (ur. 1892)
- 1 sierpnia – John Joseph Wardell Power, australijski lekarz i malarz modernistyczny (ur. 1881)
- 9 sierpnia – Franciszek Jägerstätter, austriacki tercjarz franciszkański, męczennik, błogosławiony (ur. 1907)
- 13 sierpnia – Jakub Gapp, austriacki marianista, męczennik, błogosławiony katolicki (ur. 1897)
- 14 sierpnia – August Olsson, szwedzki żeglarz, olimpijczyk (ur. 1878)
- 20 sierpnia – Tadeusz Zawadzki, ps. „Zośka”, harcmistrz, oficer Armii Krajowej (ur. 1921)
- 21 sierpnia – Henrik Pontoppidan, duński pisarz (ur. 1857)
- 28 sierpnia – Borys III, car Bułgarii (ur. 1894)
- 30 sierpnia – Eustachy van Lieshout, holenderski sercanin biały, misjonarz, błogosławiony katolicki (ur. 1890)
- wrzesień – Juliusz Paweł Schauder, polski matematyk, przedstawiciel lwowskiej szkoły matematycznej (ur. 1899)

## wrzesień 1943
- 6 września – Iwan Mitrynga, ukraiński działacz polityczny, publicysta (ur. 1909)
- 10 września:
  - Kazimierz Kubicz, polski żołnierz, kawaler Orderu Virtuti Militari (ur. 1898)
  - Jerzy Kamil Weintraub, polski poeta (ur. 1916)

## październik 1943
- 4 października – Irena Iłłakowiczowa, polska podporucznik Narodowych Sił Zbrojnych, agentka wywiadu (ur. 1906)
- 5 października – Pelagia Scheffczyk, polska fakturzystka, kurierka ZWZ (ur. 1915)[8]
- 7 października – Eugeniusz Bodo, polski aktor (ur. 1899)
- 9 października – Pieter Zeeman, fizyk holenderski, laureat nagrody Nobla (ur. 1865)
- 12 października:
  - Otto Aust, szwedzki żeglarz, medalista olimpijski (ur. 1892)
  - Max Wertheimer, niemiecki psycholog (ur. 1880)
  - Roman Paziński, oficer Wojska Polskiego, kawaler Orderu Virtuti Militari (ur. 1907).
- 17 października – Jan Kotrč, czeski szachista, kompozytor szachowy i publicysta (ur. 1862)
- 21 października – Dudley Pound, brytyjski admirał, w latach 1939–1943 głównodowodzący brytyjskiej marynarki Royal Navy (ur. 1877)
- 25 października – Mieczysław Treter, polski historyk, krytyk i popularyzator sztuki, muzeolog, organizator polskiego muzealnictwa po 1918 r. (ur. 1883)
- 27 października – Abdrauf Dawletow, radziecki oficer Armii Czerwonej, Bohater Związku Radzieckiego (ur. 1916)
- 31 października – Max Reinhardt, niemiecki reżyser teatralny (ur. 1873)

## listopad 1943
- 3 listopada – Kalman Szapiro, cadyk, rabin Piaseczna, ostatni rabin getta warszawskiego (ur. 1889)
- 5 listopada – Bernhard Lichtenberg, proboszcz katedry berlińskiej, błogosławiony, męczennik reżimu hitlerowskiego (ur. 1875)
- 9 listopada – Karol Kałuża, polski duchowny rzymskokatolicki (ur. 1899)
- 10 listopada – męczennicy z Lubeki:
  - Arminius Lange, niemiecki duchowny katolicki, męczennik, błogosławiony (ur. 1912)
  - Edward Muller, niemiecki duchowny katolicki, męczennik, błogosławiony (ur. 1911)
  - Jan Prassek, niemiecki duchowny katolicki, męczennik, błogosławiony (ur. 1911)
  - Karol Fryderyk Stellbrink, niemiecki duchowny luterański (ur. 1894)
- 12 listopada – Andrzej Trzebiński, polski poeta (ur. 1922)
- 30 listopada – Aniela Zagórska, polska tłumaczka dzieł Josepha Conrada (ur. 1881)

## grudzień 1943
- 3 grudnia – Stefan Bryła, polski inżynier, pionier spawalnictwa, polityk (ur. 1886)
- 9 grudnia – Georges Dufrénoy, francuski malarz (ur. 1870)
- 22 grudnia – Beatrix Potter, brytyjska ilustratorka, autorka książek dla dzieci (ur. 1866)
- 26 grudnia – Erich Bey, niemiecki kontradmirał (ur. 1898)
- data dzienna nieznana:
  - Abraham Weinbaum, polski malarz pochodzenia żydowskiego (ur. 1890)